# 西沢利郎
西沢 利郎（にしざわ としろう、1959年 - ）は、日本の経済学者。東京大学公共政策大学院教授。外務大臣表彰受賞。

## 人物
東京出身。1982年東京外国語大学外国語学部スペイン語学科卒業。経済の研究者を志して受験した一橋大学大学院の入試に落ち、指導教官の勧めで、1984年東京大学経済学部経済学科卒業。宇沢弘文ゼミ出身。
同年日本輸出入銀行入行、海外投資研究所。1985年大蔵省財政金融研究所非常勤調査員。1987年日本輸出入銀行人事部付。1988年ウィスコンシン大学マディソン校経済学修士。1988年日本輸出入銀行営業第2部。1990年外務省経済協力局国際機構課調査員。1993年日本輸出入銀行営業第2部。1994年国際通貨基金政策企画審査局エコノミスト。1998年国際復興開発銀行民間セクター開発局アドバイザー。1999年国際協力銀行国際審査部課長。2004年国際協力銀行国際金融第1部次長。2004年大阪大学大学院国際公共政策研究科非常勤招聘教員。2006年国際協力銀行開発金融研究所次長。2008年日本政策金融公庫国際協力銀行外国審査部次長。2009年国際金融情報センターアジア第2部長、大阪大学大学院国際公共政策研究科非常勤招聘教授。2010年東京大学公共政策大学院非常勤講師。2011年日本政策金融公庫国際協力銀行外国審査部長。2012年国際協力銀行外国審査部長。
2013年東京大学公共政策大学院教授、財務省財務総合政策研究所特別研究官。2014年チュラロンコン大学経済学部客員教授、ジェトゥリオ・ヴァルガス財団サンパウロビジネススクール客員教授。2015年東京大学公共政策大学院特任教授、財務省財務総合政策研究所上席客員研究員。2019年東京大学公共政策大学院教授。ラオス国立大学経済経営学部との交流への貢献などが評価され、令和4年度外務大臣表彰を受賞。